# Constant de Liberge de Granchain
Pour les articles homonymes, voir Liberge et Granchain.
 (mai 2020).
Si vous disposez d'ouvrages ou d'articles de référence ou si vous connaissez des sites web de qualité traitant du thème abordé ici, merci de compléter l'article en donnant les références utiles à sa vérifiabilité et en les liant à la section « Notes et références ».
Guillaume Jacques Constant de Liberge de Granchain (Granchain 9 février 1744 - ibidem 18 juin 1805), aristocrate normand et officier de Marine, fut amiral de France sous l'Ancien Régime. Issu d'une famille noble originaire de Bernay, entré dans la Royale peu avant treize ans, il participa notamment à la Guerre d'Indépendance des États-Unis d'Amérique et fit office de plénipotentiaire entre les Anglais et les Américains en vue des pourparlers de paix de Yorktown. Il servit la France durant trente-cinq ans, naviguant sur vingt-et-un vaisseaux différents.

## Racines normandes
Quoique des Liberge fussent mentionnés en 1180 à Caen dans les grand rôles de l’Échiquier de Normandie, puis en 1453 en la paroisse Saint-Germain de Lisieux, ce qui est certain, c'est que la famille du capitaine de vaisseau de Granchain était connue à Bernay dès Pierre Ier Liberge, frère servant de la charité de Notre-Dame de La Couture de Bernay en 1527 et 1528, cette dernière année avec son épouse damoiselle Perrine. Cette famille posséda dès la fin du XVIe siècle les fiefs des Prandes à Giverville et du Moulin-Noël à Bernay, usa de qualificatifs nobiliaires et exerça les charges de vicomtes de Plasnes et d’Échanfray à Notre-Dame-du-Hamel ainsi que de Montreuil et Bernay.
François II Liberge (ca 1612 - Granchain 14 novembre 1661), écuyer, licencié ès-lois, avocat demeurant à Bernay en 1630-1633, sénéchal de la baronnie de Bernay le 12 octobre 1652, vicomte baillivial et juge criminel ès vicomtés de Plasnes et d’Échanfray jusqu’à 1653 au moins, frère servant en la charité de Sainte-Croix de Bernay en 1653-1654, seigneur de Granchain par acquisition autour de 1655, fut anobli par lettres patentes données en septembre 1649 par la reine-mère Anne d’Autriche (1601-1666), alors régente du jeune roi Louis XIII (1638-1715), et enregistrées en la Cour des Aides de Normandie à Rouen le 2 avril 1650, qui lui octroyaient pour armoiries : « de gueules, à une croix d’hermine, l’écu timbré d’un casque d’argent taré de profil, ouvert de trois grilles d'or, cimé d’un lion issant d’or lampassé de gueules, et orné de ses lambrequins d’argent doublés de gueules, ledit écu supporté par deux lions couards d'or mouvant d’une terrasse de sinople ».
De Marie-Magdeleine II de Hanivel de Saint-Laurent, qu’il épousa le 5 février 1646 à Saint-Éloi de Rouen, François II Liberge eut au moins trois enfants, lesquels renoncèrent tout d’abord à la qualité de nobles lors de la grande recherche de la noblesse commencée en 1666. Aïeul de l’amiral, François-Robert Ier de Liberge, écuyer, seigneur et patron de Granchain en 1701 et 1716, épousa le 13 août 1705 en l’église paroissiale Saint-Pierre de Granchain damoiselle Marie-Paule de Guiry (ca 1683 - Granchain 4 août 1743), dame de La Buctière aux Jonquerets-de-Livet, fille de François II de Guiry (ca 1657-1686), écuyer, sieur de La Buctière, et de son épouse Marie-Paule de Maurey (1665-1738), qui était elle-même filleule du maréchal d’Albret (1614-1676) et qu'il avait épousée en 1682 aux Jonquerets.

Enfin, fils des précédents et donc père du capitaine de vaisseau, François-Guillaume de Liberge (Granchain 1er juillet 1708 - Bernay 20 janvier 1766), écuyer, seigneur et patron de Granchain en 1729 et 1751, gendarme de la garde du roi Louis XV, épousa le 6 juillet 1740 en l’église Saint-Martin de Carentonne Marie Anne Émilie de Mauduit de Carentonne-Sémerville (Bernay 12 juin 1716 - 6 octobre 1796), sœur du lieutenant de vaisseau André de Mauduit (1717-1779) et du capitaine de vaisseau Nicolas-David II de Mauduit (1719-1812). De cette alliance naquirent sept enfants : 1°) André Ier de Liberge (1741) ; 2°) Marie Émilie Constance Victoire de Liberge (1742-1777), épouse en 1767 de Pierre-Jacques d’Abos (1741-1771), chevalier, seigneur du Plessis et patron alternatif de Grandcamp ; 3°) Guillaume Jacques Constant de Liberge (1744-1805), auquel est consacrée cet article ; 4°) Marie Robert Henri de Liberge (1745-1788), qui prit part à la défense de la Guadeloupe et est licencié de l’Armée au commencement de la Révolution ; 5°) Marie Élisabeth de Liberge (1746-...), mariée en 1781 à Jean-Jacques de Garancières (1715-...) ; 6°) André II de Liberge (1747-1790), capitaine au régiment de Vexin et chevalier de Saint-Louis ; et enfin 7°) Marie Adélaïde Adrienne de Liberge (1749-1794), dame et patronne du Val-du-Theil, mariée en 1786 à Louis-François de Vattetot (ca 1726-1786), écuyer, sieur du Boulay.

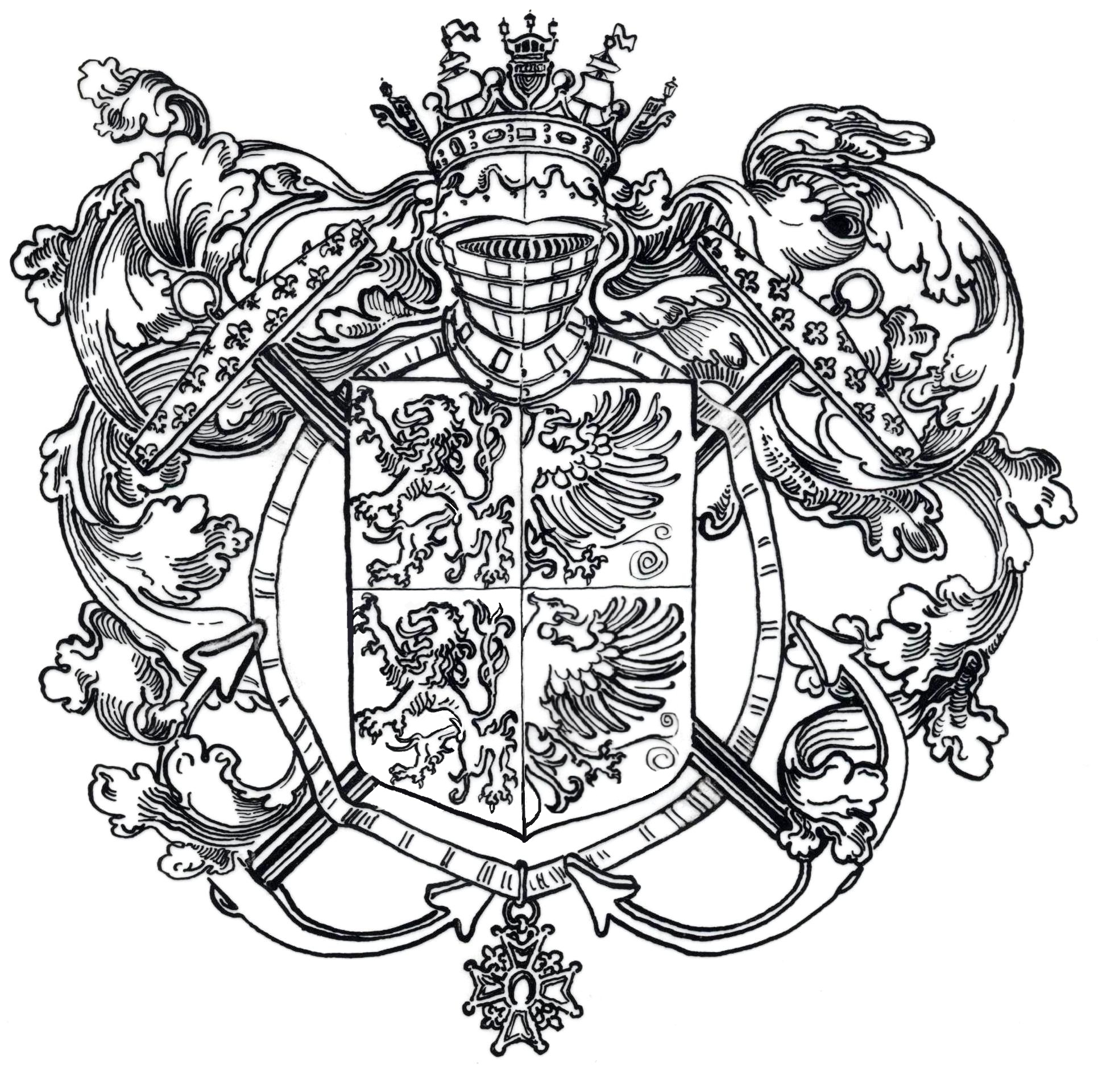
Armoiries de l'amiral Constant de Liberge de Granchain (1744-1805)

## Enfance (1744-1757)
Constant de Liberge naquit le dimanche 9 février 1744 et fut baptisé le lendemain en l’église de Granchain. Il fut le filleul de messire Jacques V de Liberge (1711-ap. 1752), écuyer, sieur de La Buctière, et de noble dame Geneviève Constance Félicité de Mauduit (1713-1779), épouse de messire Georges Jacques Adrien Le Portier (1690-...), écuyer, sieur de Saint-Ouen, ancien officier des Chevau-Légers, chevalier de l’ordre royal et militaire de Saint-Louis, de la paroisse Notre-Dame d’Orbec. Élève doué, il subit l'influence de ses deux oncles Mauduit, officiers de marine, et dans une moindre mesure d'un vieux capitaine de vaisseau, François d'Argence, qui habitait le manoir de La Ruffaudière à Granchain ; ainsi choisit-il la Marine et entra-t-il le 25 janvier 1757 dans la compagnie des Gardes-Marines de Brest, n'ayant pas encore atteint l'âge de treize ans. On l'appela alors "le chevalier de Sémerville", en souvenir de ses oncles marins. Mais, soucieux d'éviter les confusions, lui-même demanda bientôt à ne plus être porté sur les listes de la Marine Royale que sous le nom de Granchain.

## Premiers faits de guerre (1757-1759)
Le 12 mars 1757, le chevalier de Granchain embarqua sur L'Émeraude. C'est à bord de cette frégate de 28 canons, armée en 1744 au Havre et commandée par le lieutenant Pierre Taillevis de Périgny (1722-1757), qu'il livra son premier combat naval le 12 septembre 1757, contre Le Southampton, frégate anglaise de 36 canons. Au terme de ce combat inégal, qui coûta la vie au chevalier de Périgny ainsi qu'à 17 autres marins français, les Anglais prirent l'Émeraude et firent prisonniers 35 blessés, dont Granchain. Débarqué en Angleterre le 17 septembre 1757, ce dernier fut assigné à résidence à Launceston, petite ville du comté de Cornouailles. Il mit à profit une captivité de quatorze mois pour apprendre l'anglais, ce qui lui fut par la suite fort utile. Libéré sur parole le 21 novembre 1758, il rejoignit alors la Normandie pour y exécuter la fin de sa détention. Compris dans un échange de prisonniers le 21 mai 1759, il fut finalement dégagé de sa parole d'honneur. De retour à Brest, notre garde-marine y fut instruit par le mathématicien Étienne Bézout (1730-1783), ainsi que ses camarades, dont un certain nombre devinrent célèbres. Parmi eux, il faut en effet compter non seulement deux futurs explorateurs languedociens, Jean-François de La Pérouse (1741-1788) et Antoine Bruny d'Entrecasteaux (1737-1793), mais encore deux normands, Jean-Jacques de Marguerie (1742-1779) et Louis-Hyacinthe Cavelier de Cuverville (1740-1819), qui devinrent respectivement mathématicien et contre-amiral, et enfin des bretons, dont Pierre du Bourblanc d'Apreville (1742-1826), qui fut par la suite l'un des plus fidèles correspondants de Granchain, Charles-Louis du Couëdic de Kergoualer (1740-1780), depuis membre de l'expédition de Kerguelen, Paul Fleuriot de Langle (1744-1787), qui fut le second de l'expédition de La Pérouse, Thibaut-René de Kergariou-Locmaria (1739-1795), capitaine de vaisseau fusillé à Quiberon, et Armand de Coetnempren (1742-1793), comte de Kersaint, depuis vice-amiral et député, guillotiné sous la Terreur.

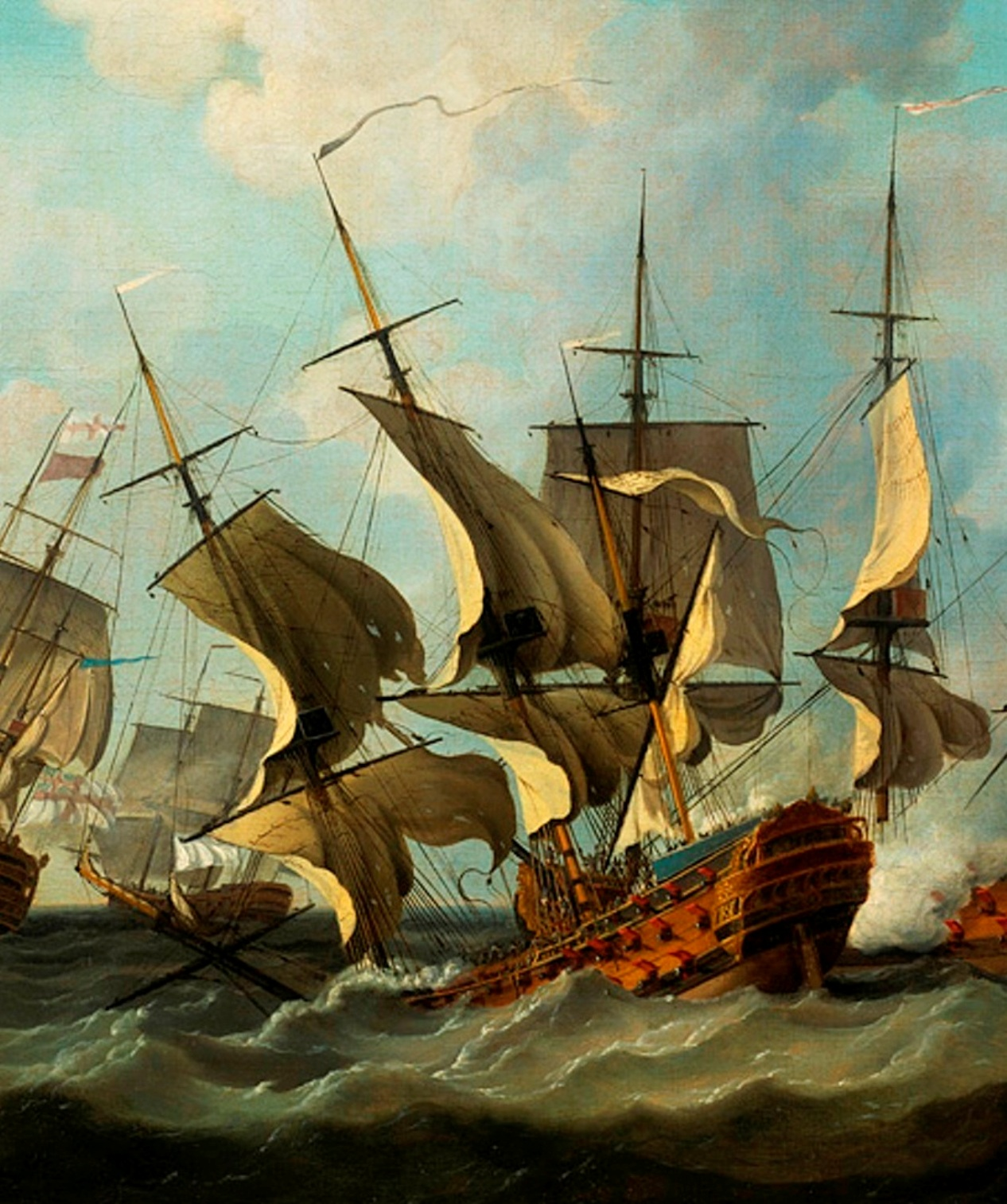
Richard Paton (1717-1791), Bataille des Cardinaux en 1759, huile sur toile, entre 1759 et 1791, National Maritime Museum de Greenwich, détail

La deuxième campagne militaire de Granchain eut lieu en 1759 ; il embarqua le 1er juin à Brest à bord du Sphinx, vaisseau de 64 canons armé en flûte et commandé par Gouyon, chevalier de Coutance La Selle. Ainsi que vingt autres vaisseaux, Le Sphinx faisait partie de l'escadre du maréchal de Brienne (1690-1777), vice-amiral du Ponant, qui devait dans un premier temps mettre les côtes de la Manche à l'abri des Anglais et dans un second temps tenter un débarquement en Angleterre, pour mettre fin au conflit maritime et terrestre de la Guerre de Sept Ans qui épuisait financièrement la France. Toutefois, le 20 novembre 1759, alors que l'escadre de Brienne prenait en chasse l'escadre du commodore Robert Duff (ca 1721-1787) à la sortie de la Baie de Quiberon, celui du commodore lord Howe (1726-1799) arriva au secours de ce dernier et força la flotte française à battre retraite dans la baie, dans une mer déchaînée. La Bataille des Cardinaux se solda par une cuisante défaite de la flotte française ; en plus de perdre 2.500 hommes et six vaisseaux, cette dernière s'éparpilla tant et si bien que les vaisseaux qui avaient trouvé refuge dans les estuaires de la Vilaine et de la Charente, y restèrent bloqués plus de deux ans, privant le royaume de leur puissance de feu. Ainsi, Le Sphinx demeura en l'estuaire de la Vilaine jusqu'à son désarmement, le 23 janvier 1760. Blessé à deux reprises lors de la bataille, La Pérouse fut à son tour fait prisonnier par les Anglais mais, bénéficiant d'un échange de prisonniers, il fut rapidement libéré. En reconnaissance de sa belle conduite et de son sang-froid au milieu du feu, le chevalier de Granchain fut pour sa part nommé sous-brigadier fin 1759.

## Premiers voyages en Amérique (1760-1770)

Fallize, Carte générale de la partie française de Saint-Domingue, 1794

Après un congé à Bernay et sur ses terres, et la poursuite de ses études en 1760-1761, Granchain embarqua le 18 mai 1761 sur Le Palmier, commandé par Joseph de Bauffremont-Courtenay (1714-1781) et qui désarma au bout de trois mois et demi, le 31 août, sans avoir quitté la rade de Brest. Le 6 avril 1762, il embarqua au même port sur La Normande, flûte armée en 1759 au Havre, pour l'île de Saint-Domingue, dont il ne fut de retour à Brest que le 4 avril 1763. Un an plus tard, le 17 avril 1764, il embarqua sur Le Solitaire, vaisseau de 64 canons commandé par le chevalier d'Arsac de Ternay (1723-1780), afin de surveiller les Anglais à la sortie de La Manche. Ce vaisseau se trouvant désarmé le 19 septembre suivant, Granchain naviga bientôt, du 20 août au 31 décembre 1765, sur L'Adour, flûte marchande de 600 tonneaux armée en 1759 à Bayonne et commandée par le baron de Clugny (1741-1792), avec mission de protéger les navires de commerce au large des côtes françaises et de prendre un chargement de bois provenant des Pyrénées et destiné à la construction navale. Entre temps, le 27 novembre 1765, il avait été promu enseigne de vaisseau.

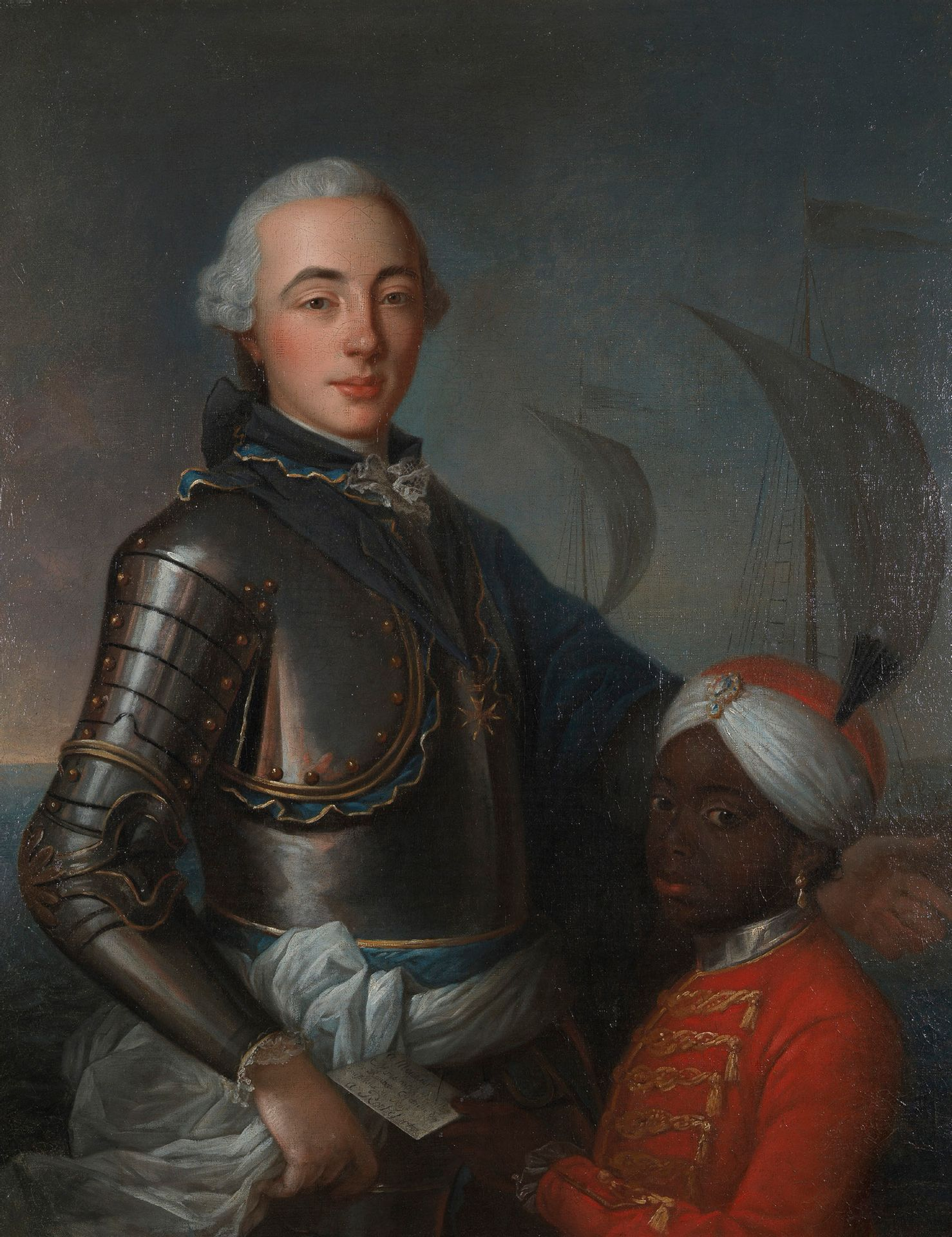
Atelier de Jean-Marc Nattier (1685-1766), Portrait du prince de Montbazon (1732-1794) accompagné de son jeune esclave Roch Aza, huile sur toile, ca 1758

Rappelé à Bernay à cause de la santé défaillante de son père, Granchain accompagnait ce dernier lorsqu'il rendit son dernier souffle, le 20 janvier 1766. Le lendemain, il fit transporter et inhumer son corps sans vie dans le chœur de l'église de Granchain. Devenu à son tour seigneur et patron de Granchain, Constant de Liberge reprit son service le 22 mars 1767 à Brest. Il embarqua alors sur la corvette La Lunette, armée l'année précédente et commandée par le jeune Armand de Coetnempen, comte de Kersaint, (1742-1793), auquel il servit de second, jusqu'à son désarmement, le 22 mai 1767. Le 10 septembre suivant, l'enseigne de vaisseau de Granchain embarqua à nouveau sur L'Adour, en compagnie de son ancien compagnon La Pérouse, pour aller chercher du bois en Espagne. Au lendemain de leur retour, le 14 novembre 1767, Granchain et La Pérouse embarquèrent sur une gabarre nommée La Dorothée, qui ne revint à Brest que le 18 mai 1768. Granchain s'en fut alors visiter sa mère qui, deux mois plus tôt, avait convolé en secondes noces avec Louis Adrien Antoine de Guénet (1691-1779), seigneur et patron de Louye, chevalier de l’ordre de Saint-Louis, ancien lieutenant-colonel du régiment de La Fère-Infanterie, lui-même veuf d'Isabelle-Julie de Breckwelt de La Haye (1703-...). Il retrouva alors à Bernay son oncle, le comte de Sémerville (1719-1812), appelé à commander une frégate armée trois ans plus tôt au Havre : La Blanche. Sur la proposition de son oncle, Granchain le servit comme second ; ayant appareillé le 18 avril 1769 au Havre, ils demeurèrent neuf mois à Saint-Domingue. Partis de cette colonie le 14 mars 1770, ils ramenèrent Louis Armand Constantin de Rohan (1732-1794), prince de Montbazon, qui avait gouverné cette île en 1766-1769 et était tombé en disgrâce. Après un voyage difficile, Sémerville et Granchain arrivèrent le 21 avril suivant à Port-Louis, d'où le prince de Rohan s'en fut préparer son mariage avec Louise Rosalie Le Tonnelier de Breteuil (1725-1792), veuve de Charles-Armand de Pons (1692-1770), comte de Roquefort. L'oncle et le neveu furent enfin de retour à Brest le 1er mai 1770, d'où ils partirent bientôt le premier pour Évreux et le second pour Bernay.

## Première mission scientifique, surLa Flore(1771-1772)

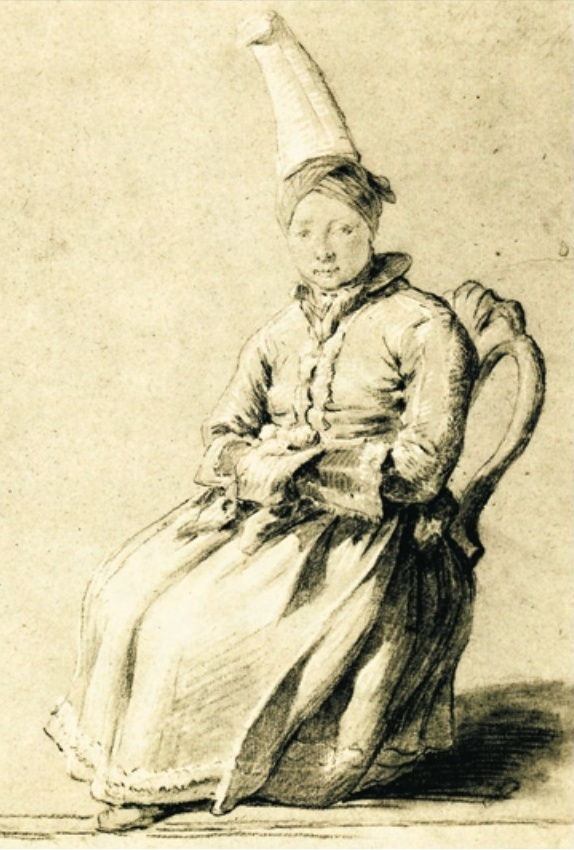
Pierre Ozanne (1737-1813), Femme à Patreksfjörður (Islande), dessin, 1772.png

Devenu le 24 juin 1771 membre correspondant de l'Académie royale de marine fondée en 1752 et reconstituée en 1769, Granchain rédigea trois articles et deux mémoires relatifs aux évolutions navales, pour le Dictionnaire de cette Académie, qui ne vit finalement jamais le jour sous cette forme. Mais Granchain prit bientôt part à l'expédition scientifique organisée par l'Académie des Sciences ; il embarqua comme astronome-géographe adjoint sur La Flore dite Américaine, frégate de vingt-huit canons armée le 16 septembre 1771 et commandée par le marquis de La Crenne (1741-1805), officier normand qui avait navigué à Terre-Neuve avec le géographe Cassini IV (1748-1845). Cette expédition avait pour but de tester différentes méthodes et de nouveaux instruments, en particulier des chronomètres destinés à améliorer la mesure des longitudes et des latitudes en mer. Le scientifique gascon Jean-Charles de Borda (1733-1799), officier en second, l'astronome et chanoine parisien Alexandre Guy Pingré (1711-1796), et le dessinateur de Marine breton Pierre Ozanne (1737-1813), furent du voyage. Partie de Brest le 26 octobre 1771, La Flore fit escale à Cadix le 19 novembre, à Madère le 17 décembre, à Tenerife le 24 décembre, à Gorée au Sénégal le 15 janvier 1772, à Praia au Cap-Vert, à Fort-Royal en Martinique le 16 février, à Saint-Pierre en Martinique le 27 février, à Roseau en Dominique le 2 mars, à Basse-Terre le 3 mars, à Saint-Jean d'Antigue le 6 mars, de nouveau à Fort-Royal le 10 mars, à Montserrat, à Barbade, à Saint-Christophe-et-Niévès, à Saint-Eustache le 10 avril, à Saba, Saint Barthélemy, et Saint-Martin le même jour, à L'Anguilla le 11 avril, à Saint-Domingue le 16 avril, à l'Île Acklins le 7 mai, aux Bermudes, à Terre-Neuve le 25 mai, et à Saint-Pierre-et-Miquelon du 26 au 28 mai. Après avoir longtemps cherché l'Islande qui n'était pas bien située sur les cartes marines, la Flore mouilla en baie de Patrixfjord du 1er au 20 juillet et passa au large de Sudroë le 28 juillet. Le 9 août 1772, La Flore atteignit les côtes norvégiennes, franchit le Cattégat pour mouiller le lendemain à Elseneur, d'où elle atteignit Copenhague le 13 août. Là, l'équipage reçut les honneurs de la Cour danoise. Après avoir exploré la Baltique, La Flore explora à partir du 15 septembre la mer du Nord, les Shetland, et enfin les côtes écossaises et anglaises. Ayant rejoint Dunkerque le 17 septembre 1772, elle fut obligée par une tempête à y demeurer jusqu'au 29 septembre, avant de terminer son périple à Brest le 8 octobre 1772, après treize mois et cinq jours de cirumnavigation autour de l'Océan Atlantique. À son bord, tandis que les horloges de Pierre Le Roy (1717-1785) avaient varié selon les climats et n'avaient pas supporté les intempéries des mers boréales, celles réalisées par Ferdinand Berthoud (1727-1807), en concertation avec le comte de Fleurieu (1738-1810), avaient résisté aux chocs les plus violents et aux aléas climatiques, conservant l'isochronisme avec celles restées à Brest pendant quatorze mois, avec un écart de seulement quatre à cinq secondes. Cette mission s'étant avérée un succès, avant même de faire l'objet d'une publication détaillée en deux volumes en 1778, elle valut à Granchain de recevoir du roi Louis XV un sextant de fabrication anglaise.

## Seconde mission, en Orient (1775-1776)

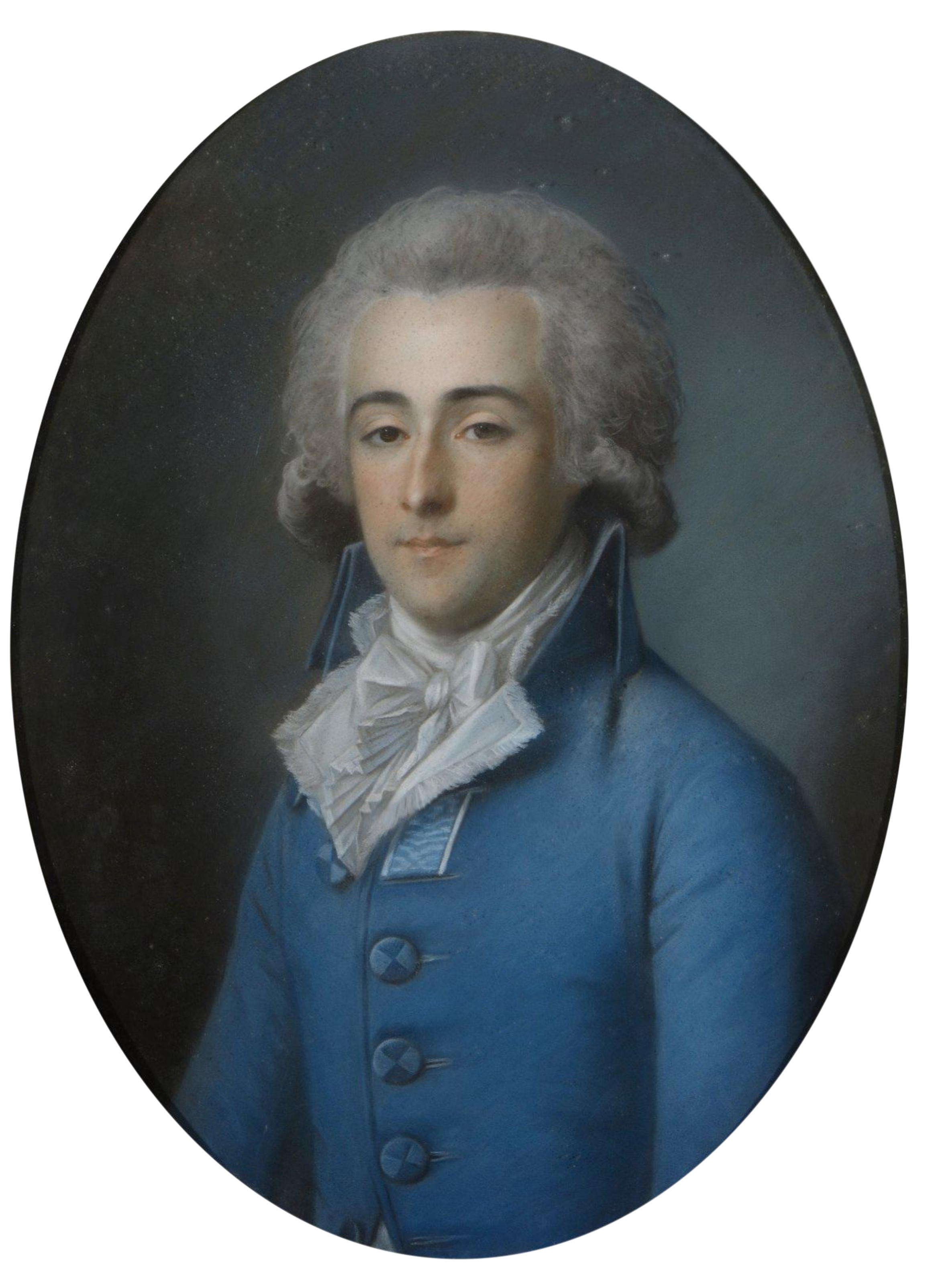
Portrait de Jean-François de La Cour de Balleroy (1726 -1802), huile sur toile, École française du XVIII^{e} siècle

Lors d’un repos bien mérité, Granchain commença à planter périodiquement sa terre normande d’essences rares, sans pour autant délaisser ses écrits pour le compte de l’Académie Royale de Brest. À cette époque, il se montra admiratif devant l’ardeur que démontrait Sartine, nommé secrétaire d’État à la Marine au cours de l’été 1774, dans la mise en œuvre de la réforme que lui avait confiée le jeune roi Louis XVI ; simple brigadier, il écrivit à cet égard : « Sartine a repris l'œuvre de Richelieu et de Colbert avec la plus grande ardeur et surtout la plus rare intelligence ».  Or, c'est précisément Sartine qui fit armer la frégate L'Aigrette le 16 mars 1775 à Brest. Là, elle appareilla le 14 avril suivant pour les Antilles, commandée par Jean-François de La Cour de Balleroy (1726-1802), que Granchain avait connu sinon à Brest du moins lors de la Bataille des Cardinaux.

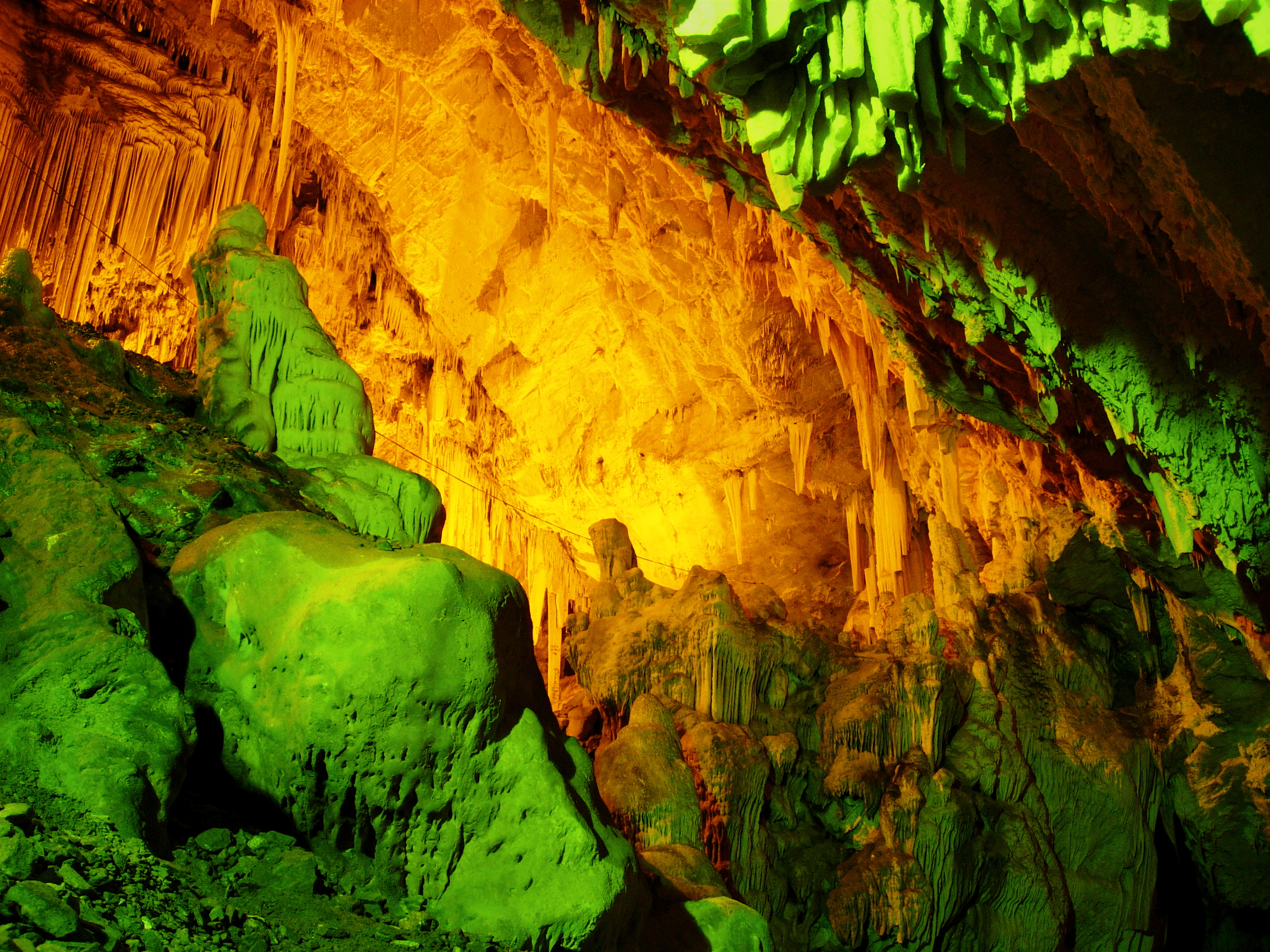
Grotte d'Antíparos (Grèce)

N’ayant pu franchir le détroit de Gibraltar à cause d’une violente tempête, L’Aigrette mouilla le 22 avril au large du Maroc. Le 25 du même mois, le grand canot que le chevalier de Balleroy envoya à terre, commandé par Granchain, débarqua en rade de Salé avec Louis de Chénier (1722-1796), chargé des affaires de France au Maroc en 1767-1782, dont le jeune fils André se ferait par la suite un nom comme poète. Cependant, sans cesse repoussée ver l’Océan, l’Aigrette s’éloigna tellement de la côte barbaresque que Granchain et ses hommes craignirent d’être abandonnés sur place. Un temps plus clément lui ayant enfin permis de revenir, l’Aigrette quitta Salé le 3 mai, non plus pour les Antilles mais pour Malte, étant donné les turbulences que connaissait alors une partie du bassin méditerranéen, en particulier la Grèce et la Syrie. Le chevalier de Granchain fut alors chargé d’effectuer un maximum d’observations militaires et nautiques, et de relevés astronomiques. À son arrivée à Malte, le 24 mai, plutôt que de souffrir la quarantaine que lui imposait le grand-maître de l’Ordre à cause du risque de peste, L’Aigrette poursuivit son chemin jusqu’aux Cyclades et mouilla le 8 juin suivant devant l’île de Kímolos, alors connue sous le nom de L’Argentière. De là, Granchain visita la grotte d’Antíparos, où le jour de Noël 1673 l’ambassadeur de France à Constantinople avait fait célébrer la messe sur une stalagmite tronquée.

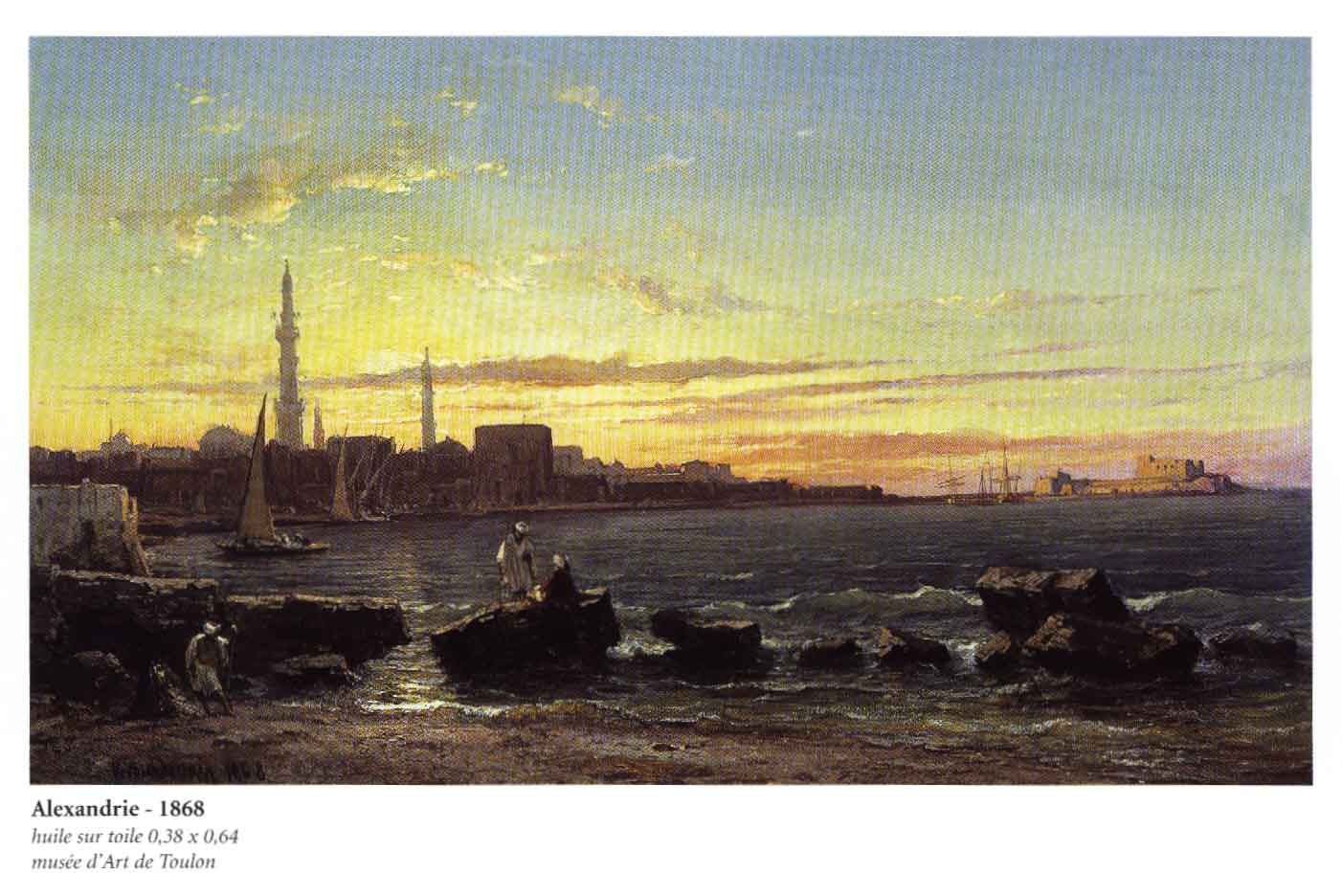
Vincent Courdouan (1810-1893), Vue du port d'Alexandrie, huile sur toile, 1848, Musée d'Art de Toulon

Ayant appareillé le 14 juin pour Chypre, L’Aigrette mouilla en rade de Sidon (actuel Liban) du 1er au 7 juillet, d’Alexandrette du 11 au 19 juillet, et enfin de Saint-Jean-d’Acre et Haïfa du 1er au 27 août. Comme Acre était sur le point de passer des mains du cheikh Dahar à celles du capitan pacha, grand-amiral de la flotte ottomane, Balleroy et Granchain parvinrent à s’assurer la protection de ce dernier en faveur des négociants français établis dans cette ville. Du 7 au 15 septembre, L’Aigrette mouilla devant Alexandrie, dont Granchain décrivit notamment les deux ports et la colonne de Pompée. Au port chypriote de Larnaca du 19 au 27 septembre, Balleroy et Granchain servirent bientôt d’intermédiaires aux pourparlers entre les Ottomans et les religieux de Terre Sainte, qui s’étaient rendus fermiers du tribut de Nazareth. Après un retour à Saint-Jean-d’Acre du 2 au 10 septembre, L’Aigrette mouilla devant Tripoli du 11 au 17 octobre. De là, Granchain fit une excursion de quatre jours au Mont-Liban, qui lui permit notamment d’observer une forêt de cèdres, « intéressants par leur rareté, par l’usage qu’en fit autrefois Salomon, et par le respect que conservent encore pour eux les maronites. » Après être revenue sur ses pas, L’Aigrette mouilla le 9 décembre 1775 devant Malte où, calme plat oblige, Balleroy consentit finalement à la quarantaine. Finalement présentés le jour de Noël au nouveau grand-maître de l’Ordre, Emmanuel de Rohan-Polduc (1725-1797), l’équipage embarqua le lendemain et arriva le 4 janvier 1776 devant Toulon. Là, Antoine Groignard (1727-1799) expliqua à Granchain les procédés audacieux qu’il avait mis en place pour construire le petit bassin que l’on peut encore admirer aujourd’hui, et les difficultés qu’il avait surmontées pour ce faire. Ayant mis les voiles le 24 janvier, L’Aigrette fit face à des vents si contraires qu’elle dut séjourner plus de deux semaines à Gibraltar, avant de repartir le 21 février pour Brest, où elle arriva le 3 mars 1776.

## Guerre d'Indépendance des États-unis (1778-1781)

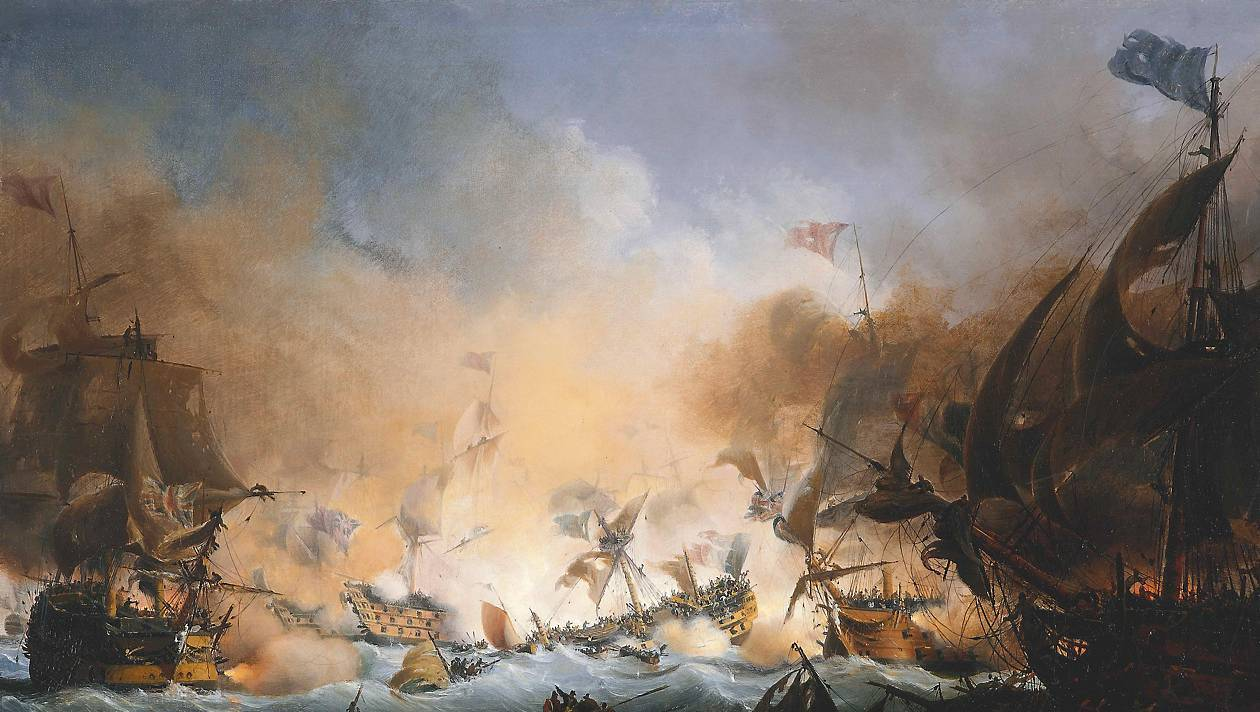
Ambroise-Louis Garneray (1783-1857), Bataille d'Ouessant, huile sur toile, 1838

Préparé par sa captivité en terre anglophone et par son expérience diversifiée d'officier de Marine, le chef de brigade Constant de Granchain prit part à la Guerre d'indépendance des États-Unis de 1778 à 1781. Ainsi participa-t-il à la bataille d'Ouessant le 27 juillet 1778 et servit-il sur L’Annibal, en l’escadre du général-comte d’Orvilliers, en 1778-1779, puis sur Le Saint-Esprit et Le Duc de Bourgogne, en 1780.
Le 17 mai 1779, récemment promu lieutenant de vaisseau, Granchain écrivit de Brest à son ami Pierre François Marie du Bourblanc d'Apreville (1742-1826), garde-marine breton : « L'infériorité de nos forces est telle que je ne puis croire que le ministère ait réellement le projet de continuer la guerre avec de pareils moyens, et j'en tire un argument pour notre jonction avec l'Espagne. [...] Je ne sais pourquoi tu te rends le champion de M. d'Estaing : tu regardes comme un simple défaut de jugement de n'avoir pas attaqué l'escadre anglaise dans l'anse où elle était mouillée, et tout le monde ici le regarde comme une lâcheté. [...] Tout est perdu pour nous dans l'Inde, à l'exception de l'Ile-de-France, de laquelle encore je ne répondrais pas dans quatre mois d'ici. » Cette union avec l'Espagne allait se concrétiser lorsqu'il lui écrivit nouveau, étant en rade à La Corogne le 5 juillet 1779 : « On regarde ici comme certain que les Espagnols vont attaquer Gibraltar ; probablement même le siège est déjà commencé. Il paraît que les vingt vaisseaux qui restent à Cadix seront employés à cette expédition. Dieu veuille qu'elle réussisse ! Ce Gibraltar est un morceau de dure digestion. » De retour à Brest le 19 septembre 1779, il affirmait : « Tu es informé, depuis plusieurs jours, mon cher Bourblanc, de la rentrée de notre armée navale et du fâcheux état dans lequel se trouve la plus grande partie de nos vaisseaux. [...] Si [notre campagne] n'a pas eu un succès plus complet, il faut l'attribuer à la jonction tardive des Espagnols, à la maladie qui s'est mise dans l'armée, au défaut d'approvisionnements et de secours de toute espèce, et enfin à la contrariété des vents, qui nous ont repoussés hors de la Manche... » Encore à Brest le 13 janvier 1780, il lui écrivait qu'il allait encore lui falloir remplacer le lieutenant en pied du Saint-Esprit jusqu'à l'hiver suivant : « Il n'y a plus à espérer pour moi de place de major d'escadre dans l'Inde. [...] Nos affaires prennent encore une plus mauvaise tournure en Amérique que celle de nos alliés à Gibraltar. »
Toujours lieutenant de vaisseau mais nommé major général de l’escadre du chevalier de Ternay, Granchain écrivit depuis Brest à son ami Bourblanc, le 20 mars 1780 : « Dans les derniers jours de janvier, j'obtins, contre mon espérance, la permission d'aller vaquer à mes affaires pendant quelque temps. À peine étais-je rendu chez moi, qu'une lettre de M. de Ternay m'annonça sa nouvelle destination et me rappela au département pour le 1er mars. Ce général m'accorda ensuite une prolongation jusqu'au 12, et, depuis cette époque, je suis de retour ici, où je m'occupe à corriger et à faire imprimer les signaux que j'avais faits l'année dernière pour l'escadre de l'Inde. Notre escadre, jusqu'ici, n'est composée que de six vaisseaux. J'ignore absolument quelle est sa destination, et je ne sais pas même exactement le nombre de bâtiments de transport que nous devons avoir sous notre escorte, ni la quantité de troupes que nous devons passer. Je soupçonne qu'il y a eu quelques changements dans le plan primitif de l'expédition... » Le 5 mai 1780, c'est à bord du Duc de Bourgogne qu'il lui écrivit : « Notre escadre est composée de sept vaisseaux de ligne et de deux  frégates, lesquels sont accompagnés d'environ trente-cinq bâtiments de transport. Tout cela porte les régiments de Soissonnais, Bourbonnais, Saintonge, Royal-Deux-Ponts, et cinq cents hommes des volontaires de Lauzun. [...] tu entends souvent vanter la capacité et les belles actions des officiers auxiliaires. Je croyais que cet absurde enthousiasme n'existait que dans les villes de commerce. Au surplus, tu peux répondre aux partisans aveugles des auxiliaires, que pas une des actions éclatantes de la guerre n'a été faite par eux, et que même, dans le petit nombre des petits bâtiments qu'ils commandent, il n'y en a pas eu encore un seul qui se soit battu sérieusement. Personne ne sait mieux que moi ce dont ils sont capables quand ils sont employés en chef : j'en ai trente-cinq à conduire, qui me font donner au diable vingt fois par jour. »

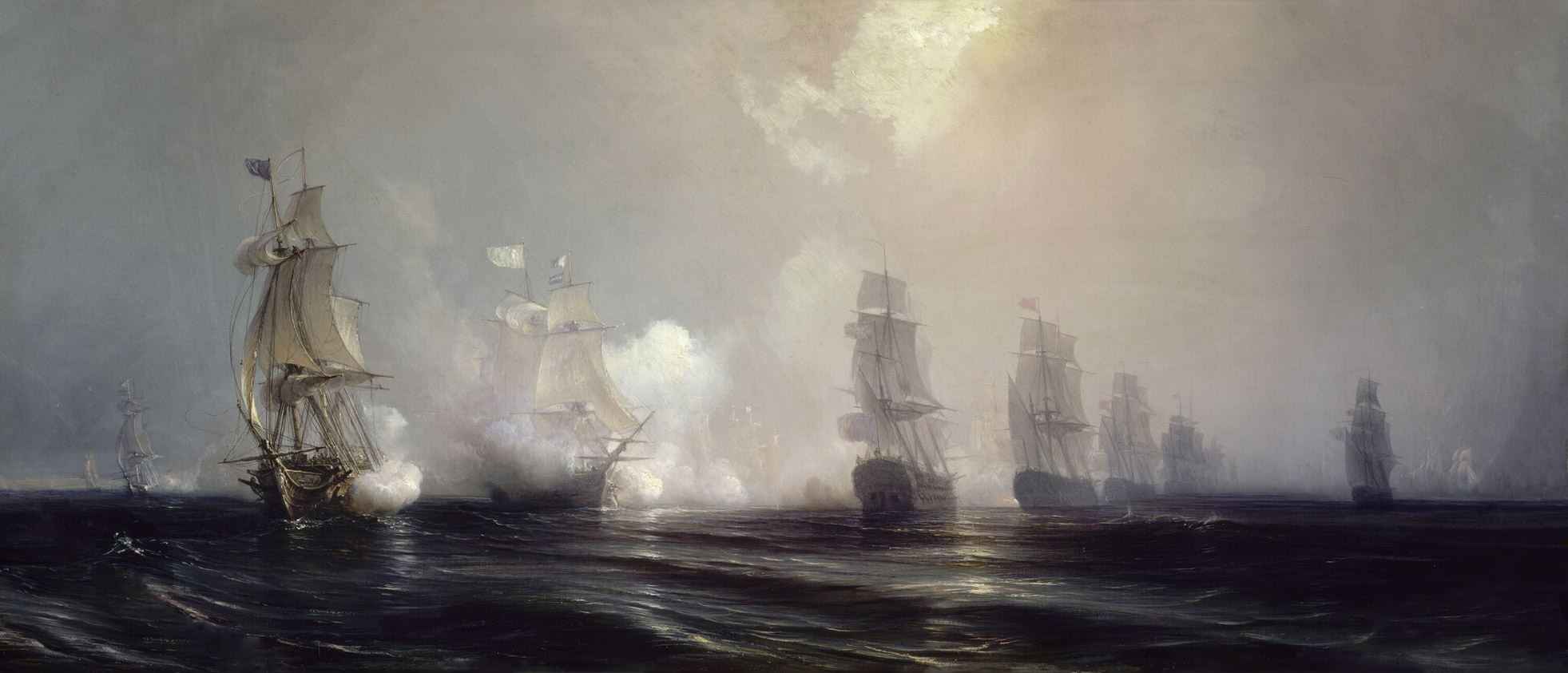
Bataille de La Chesapeake (3 septembre 1781)

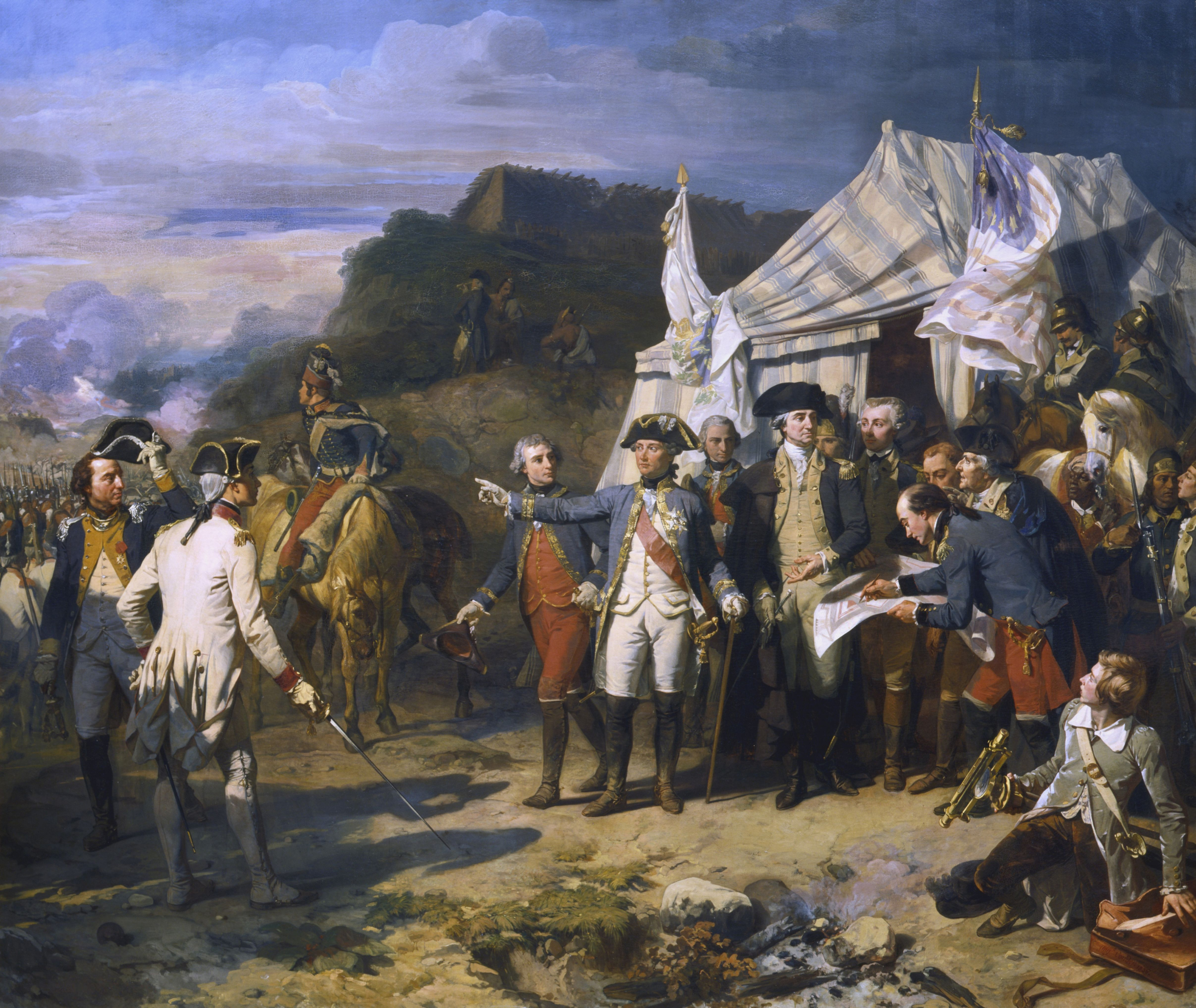
Auguste Couder (1789-1873), Siège de Yorktown, huile sur toile, 1836

Depuis Newport, le 20 octobre 1780, après avoir écrit au même correspondant qu'il craignait bien de devoir passer tout l'hiver « à geler dans les neiges de Rhode-Island », Granchain ajoutait : « La haute supériorité des Anglais a tenu jusqu'ici notre escadre et notre armée dans l'inaction la plus parfaite. » Il confessait en outre à son ami avoir peine à suffire aux tâches de l'intendance-générale de l'escadre de Ternay : « Il faut que je pourvoie à tous les besoins de l'escadre. Je suis continuellement obsédé par les marchands et les entrepreneurs. Il faut que je traite presque au même instant avec l'un pour dix mille quintaux de farine, et avec l'autre pour dix livres de fil. J'ai quelquefois deux ou trois cents ouvriers à surveiller car ici il faut tout faire faire. Actuellement, je suis occupé à bâtir des fours. Je ne sais comment je me tirerai de la comptabilité immense dont je me trouve chargé. J'ai déjà prévenu le ministre qu'il ne doit pas s'attendre qu'un administrateur militaire sans expérience, sans instructions, et sans sous-ordres, ait satisfait rigoureusement à toutes les formes. J'ai cependant soin de constater toutes les dépenses, ou par des reçus, ou par des états visés du général. Tu serais étonné de voir avec quelle facilité j'expédie une affaire de cinquante mille écus, et combien ma signature a de valeur à la bourse dans les villes commerçantes d'Amérique. »
Sous les ordres des successeurs de Ternay, le chevalier des Touches (1727-1793) et le comte de Barras (1729-1792), Granchain fut l’un des principaux inspirateurs du plan de campagne qui assura le succès aux Alliés lors du combat livré le 16 mars 1781 près de l'embouchure de la Baie de la Chesapeake, et, partant, la capitulation de Yorktown et l'Indépendance des États-Unis. Le vice-amiral Jules Cavelier de Cuverville (1837-1912) écrivit à cet égard: « La concordance des mouvements des flottes et de l'armée avait été admirable ; à qui était-elle due ? Qui avait préparé les ordres et les mouvements ? C'était un officier de Marine dont le nom est trop peu connu : Liberge de Granchain, major général de l’escadre du chevalier de Ternay qui avait transporté à Newport le corps d’armée de Rochambeau ; il avait été, nous l’avons dit, l’un des inspirateurs du plan de campagne. Après la mort de son chef, [...] Granchain avait conservé ses fonctions auprès du chevalier des Touches, et c’est à lui que l’on dut, en grande partie, le succès du combat livré devant la Chesapeake le 16 mars 1781, succès qui abattit l’arrogance anglaise et assura sur mer l’indépendance de nos armes en préparant le succès final. Le major général de l’escadre n’était encore que lieutenant de vaisseau ; mais son mérite était connu de Washington, qui l’avait associé à tous les secrets de la campagne, et ses services éminents, tardivement récompensés par le grade de capitaine de vaisseau, lui valurent du moins le grand honneur de figurer parmi les trois commissaires désignés pour dresser les articles de la capitulation de l’armée de [Lord] Cornwallis. » En effet, le 17 octobre 1781, lors des pourparlers de Yorktown, il remplaça le comte Jacques-Melchior de Barras (1719-1793) et œuvra aux traductions entre John Laurens, qui représentait George Washington (1732-1799), et le vicomte de Noailles (1756-1804), qui représentait le comte de Rochambeau (1725-1807). Barras écrivit lui-même à son propos : « Il est infiniment au-dessus des éloges que je pourrais vous en faire. Le service du Roi gagnera à le faire capitaine ».
Actif à la prise de Saint-Christophe, Granchain était alors major général de l'escadre rassemblée à Cadix en 1782 pour faire plier Londres en menaçant la Jamaïque. Il fut nommé chevalier de l'ordre de Saint Louis et membre de la société de Cincinnatus en 1778.

## Capitaine de vaisseau (1782-1789)

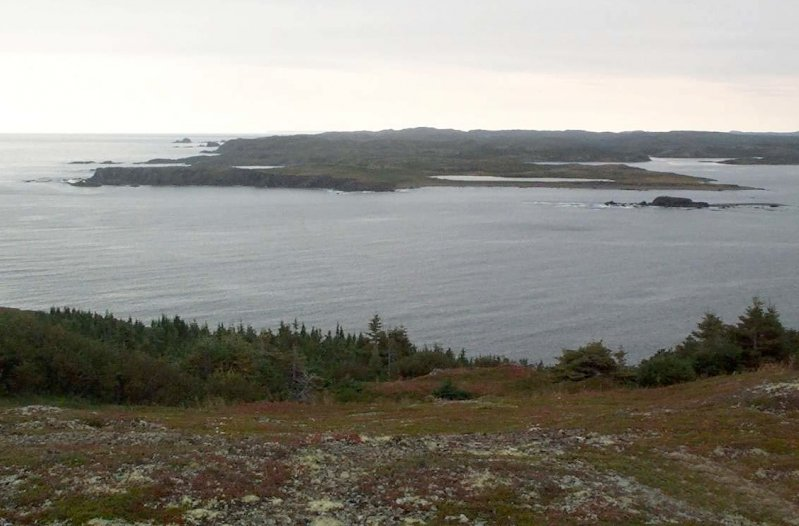
Vue sur l'île de Granchain depuis la Baie de Saint-Lunaire

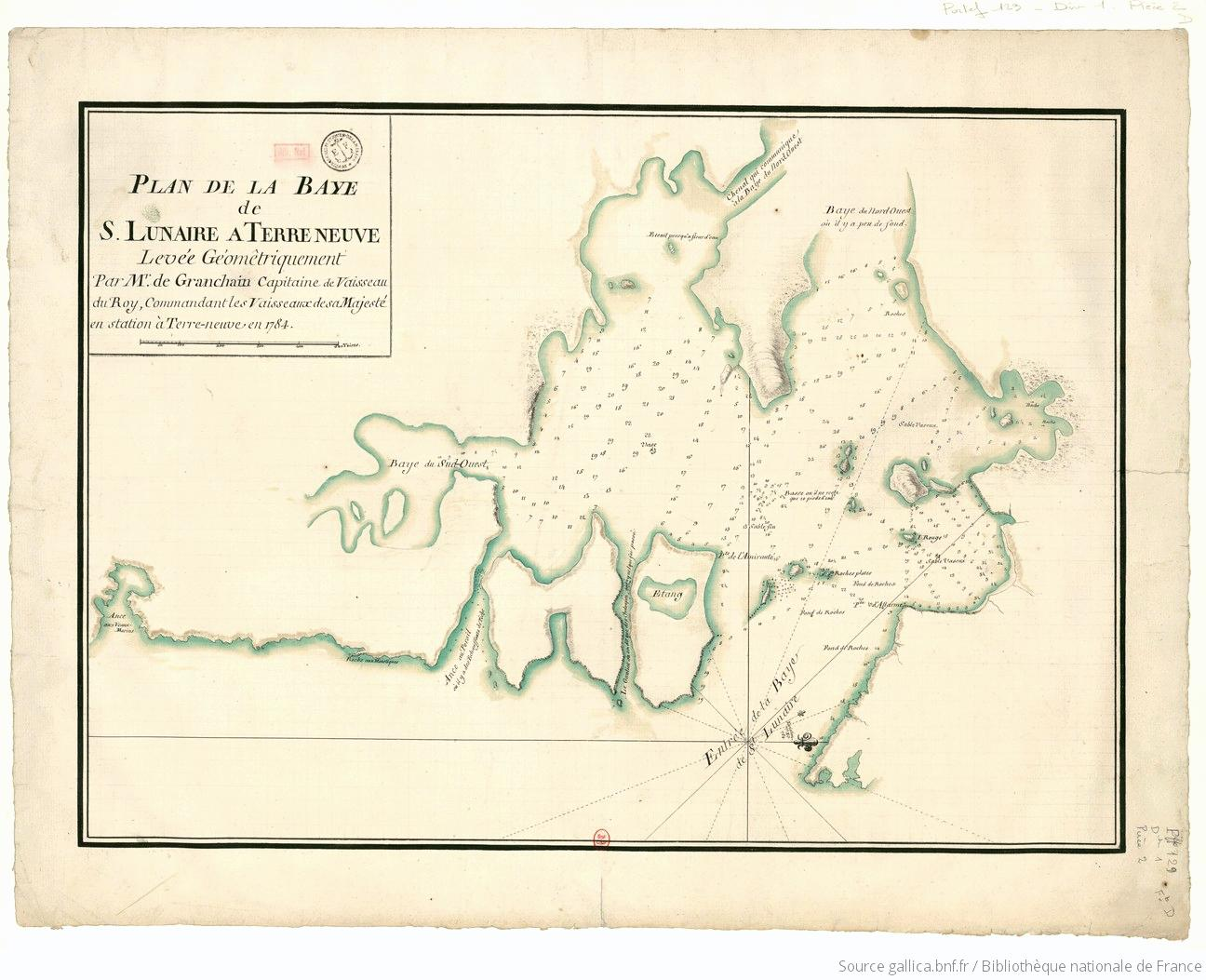
Constant de Liberge de Granchain, Plan à main levée de la Baie de Saint-Lunaire à Terre-Neuve, 1784

Le 1er octobre 1782, n’ayant pu rendre ses comptes parce que le Roi s’était absenté de Versailles, mais sachant qu’il allait enfin être promu au grade de capitaine de vaisseau à cause de son ancienneté, Granchain annonçait à Bourblanc : « Sur ces entrefaites, le ministre a eu d’autres vues sur moi, et je suis destiné actuellement à aller au Havre examiner et arrêter, de concert avec plusieurs ingénieurs, un plan d’agrandissement que l’on propose pour ce port. » Dans un bref mémoire qu'il rédigea le 18 novembre suivant à Paris, il expliqua les raisons pour lesquelles le plan d'agrandissement du port du Havre de Jean-Baptiste Degaulle (1732-1810), ingénieur de la Marine, était préférable à celui de Dubois, ingénieur des Ponts-et-Chaussées. Entre temps, le 13 novembre 1782, il avait été nommé, sous le nom de « comte de Granchain », membre honoraire étranger de l'American Academy of Arts and Sciences.
Lorsque Granchain put enfin rendre ses comptes d'Amérique en décembre 1782, le marquis de Castries l'envoya à Cadix, pour qu'il fût major général de l’escadre franco-espagnole de l’amiral d’Estaing. Mais, la place étant déjà pourvue, on ne donna à Granchain que le rôle d'intendant de l'escadre. Le 11 février 1783, depuis Cadix, il écrivit à Bourblanc : « À ce titre, je serai probablement obligé de rester ici après l’escadre, pour faire partir tous les bâtiments de transport et arrêter les comptes du consul. Je serai bien heureux si je puis être quitte de tout cela à la fin de mars, et, après cela, j’aurai encore pour cinq ou six semaines d’une route pénible et ennuyeuse. J’en suis d’autant plus fâché que j’ai de grands projets de bâtir cette année, et qu’ainsi je n’arriverai probablement pas pour voir commencer l’ouvrage. » Enfin autorisé à retourner en France début mai, Granchain écrivit le 4 août à son fidèle Bourblanc, depuis son fief : « J’ai trouvé ici des piles de matériaux de toute espèce, rassemblés pour édifier un petit castel sur ma terre, et, malgré la saison avancée, je ne puis me dispenser de mettre la main à l’œuvre tout de suite, sans quoi je courrais risque de perdre une grande partie des matériaux, tels que la chaux, le bois, la pierre blanche etc. On doit commencer cette semaine à creuser les fondements, et tu juges bien qu’il m’est impossible de songer à m’absenter dans cette circonstance. Lorsque ma petite gentilhommière sera achevée, je pourrai procurer chez moi plus de commodités à mes amis que n’en offre le toit chancelant que j’habite aujourd’hui. » Selon une tradition rapportée par La Varende, le capitaine de Granchain avait lui-même imaginé et dessiné, au gré de ses voyages, les plans de l'élégante et sobre demeure, « de couleur délicate, ochracée et rose. » C'est seulement le 25 septembre 1783 que fut posée la première pierre du nouveau château de Granchain, qui allait être édifié dans le style Louis XVI par l'architecte bernayen Jacques Fresnel (1755-1803).
Pendant ce temps, le 3 septembre 1783, avait signé le Traité de Versailles qui mit un terme à la Guerre d'Indépendance des États-Unis. Le 21 janvier 1784, logé rue de Boulois à Paris, Granchain écrivit à Bourblanc : « Je suis ici depuis près de quinze jours, mon ami, et j’ai passé la plus grande partie de mon temps à Versailles pour terminer et signer mes comptes d’Amérique ; enfin, c’est une affaire finie. […] J’aurais bien désiré voir lancer quelque globe aérostatique pendant mon séjour à Paris ; mais il fait si froid, dans notre basse région, que messieurs les navigateurs aériens n’osent pas s’aventurer dans celle où se forment les neiges, de peur d’y être glacés. »
N'ayant pas disposé du temps qu'il aurait souhaité pour superviser les travaux de construction de son château, Granchain reçut le 10 mars 1784 l'ordre de regagner Brest pour y prendre le commandement de la frégate La Nymphe. C'est donc de Brest qu'il écrivit le 12 avril à Bourblanc : « Je suis ici depuis quelques jours, mon cher ami, occupé de l’armement de la frégate la Nymphe, de quarante canons, dont j’ai le commandement. Ma frégate est incomparablement la plus belle du port. Elle porte vingt-huit canons de dix-huit en batterie. […] Il paraît que ma destination est pour les îles Saint-Pierre et Miquelon. Il me vient des capitaines terre-neuviers de Granville et de Bayonne. J’ignore si, dans ma mission, il entre quelque chose de plus qu’une simple station pour la protection de la pêche. » Et, en effet, sa mission consista non seulement à négocier avec le vice-amiral John Campbell, gouverneur de Terre-Neuve, le rétablissement des droits des pêcheurs français au large de cette île, mais encore à vérifier les observations astronomiques réalisées en 1750-51 par le marquis de Chabert (1724-1805), et les mesures hydrographiques réalisées en 1766 par James Cook (1728-1779) et son assistant Michael Lane (1740-1794). Pour ce faire, Granchain bénéficia de l'aide du jeune Lieudé de Sepmanville, qui serait plus tard baron d'Empire, contre-amiral et maire d'Évreux. Après qu'il eût validé les observations et mesures de Cook et Lane, Granchain traduisit de l'anglais un recueil de divers mémoires intitulé Sailing directions of the North-American Pilote, dont les extraits furent rapidement publiés sous le titre Instructions nautiques relatives aux cartes et plans du pilote de Terre-Neuve. Notre savant-géographe ayant été le premier navigateur connu à entrer dans la Baie de Saint-Lunaire à Terre-Neuve, il en réalisa une carte à main levée et imposa son propre nom d'une part à l'Île de Granchain, que les locaux appellent aujourd'hui "French Beach", et d'autre part à deux caps situés au nord-ouest et au nord-est de la baie (Pointe-de-Granchain et Cap Constant). Il nomma également l'Île de Carentonne, du nom du fief de sa mère et de son épouse, ainsi que les Îles Élisabeth, Émilie et Adélaide, du nom de ses trois sœurs.

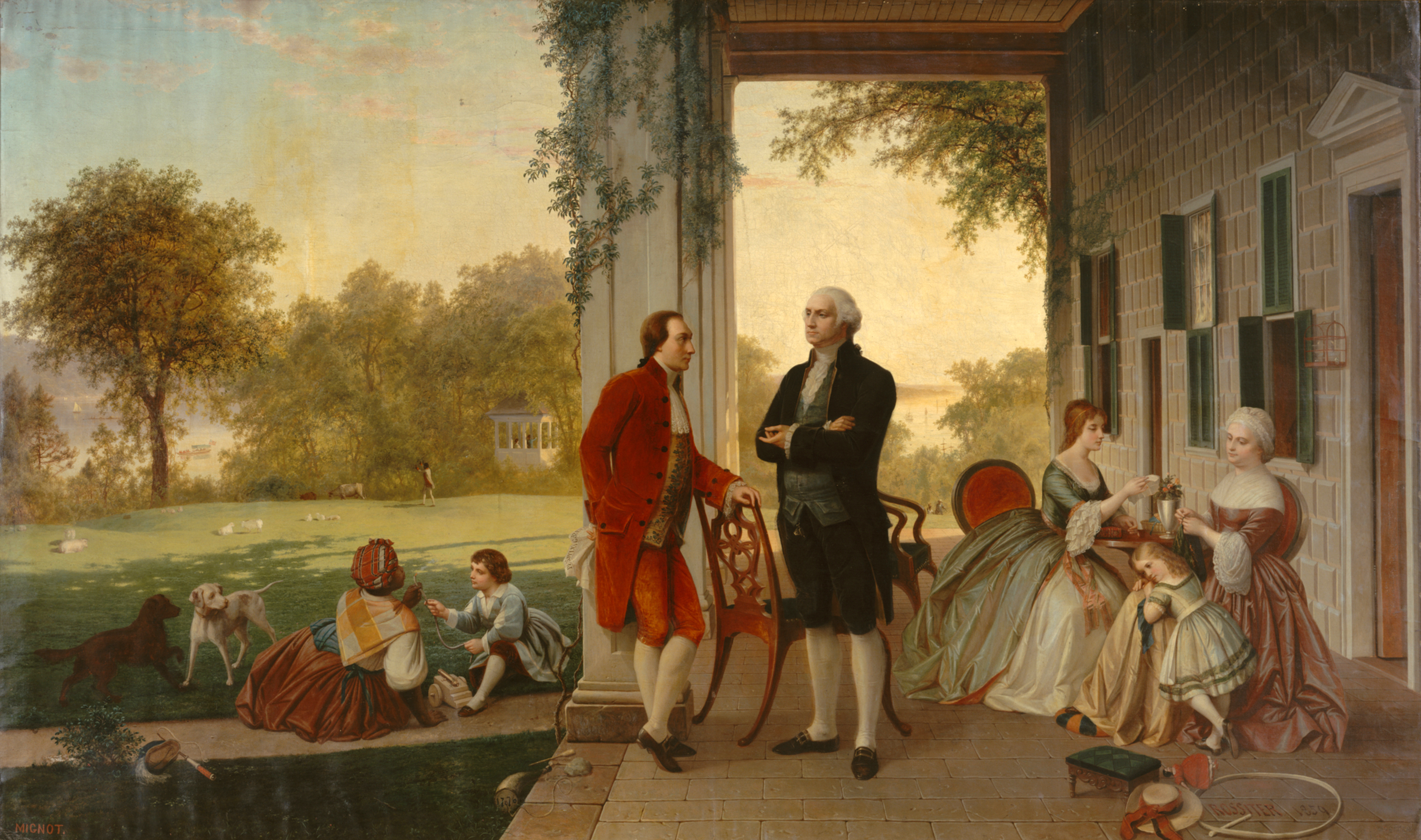
Louis-Rémy Mignot (1831-1870) et Thomas Prichard Rossiter (1818-1871), Washington et La Fayette à Mount Vernon, huile sur toile, 1859, The Metropolitan Museum of Art

De Terre-Neuve, où Granchain se trouvait, le marquis de Castries (1727-1801), toujours secrétaire d'État à la Marine, lui ordonna par une missive du 31 mai 1784 de se rendre à Boston pour y attendre le marquis de La Fayette (1757-1834), lequel n'arriva que le 4 août à New-York, sur l'invitation de George Washington (1732-1799). Une fois achevée sa mission à Terre-Neuve, Granchain fit voile le 18 septembre et débarqua le 4 octobre dans le port de Boston. C'est ainsi qu'il eut l'honneur d'accompagner La Fayette dans sa tournée triomphale, non seulement à la célèbre plantation de Mount Vernon, mais encore en biens d'autres lieux. Enfin, le 23 décembre 1784, les New-Yorkais firent leurs adieux aux deux officiers en criant : « La Fayette for ever ! Granchain for ever ! », et La Nymphe débarquait à Brest le 21 janvier suivant. Le comte de Barras annonça alors à Granchain que le Congrès américain l'avait fait membre de la Société des Cincinnati le 16 février 1784.
Commandant l'Escadre de Brest en 1786, le capitaine de Granchain fut sous-secrétaire de l'Académie royale de Marine en 1778.

## Pendant la Révolution française (1789-1805)
Quand éclata la Révolution française, Constant de Liberge était seigneur féodal de Granchain depuis vingt-trois ans, et capitaine de vaisseau depuis sept ans. Il fit partie des gentilshommes du bailliage secondaire de Beaumont-le-Roger qui comparurent à l'Assemblée Générale de l'ordre de la noblesse du grand bailliage d'Évreux qui se tint le 16 mars 1789 en la Cathédrale Notre-Dame d'Évreux, pour l'élection des députés aux États généraux de 1789.
Directeur des Ports et Arsenaux de France de novembre 1790 à décembre 1791, il fut élu le 5 ventôse an IV ou 24 février 1796 associé non résidant de la deuxième classe (Sciences morales et politiques) de l’Institut National des Arts, des Sciences et des Lettres, dans la section Géographie et statistique. En 1797, il intégra une commission chargée d'étudier un projet de descente en Angleterre. La Classe des sciences morales ayant été supprimée le 3 pluviôse an XI, un arrêté du 8 pluviôse an XI ou 28 janvier 1803 répartit les membres de l’Institut entre quatre classes : sciences physiques et mathématiques, langue et littérature françaises, histoire et littérature ancienne et Beaux-Arts. Granchain fut alors nommé membre correspondant de première classe (sciences physiques et mathématiques).

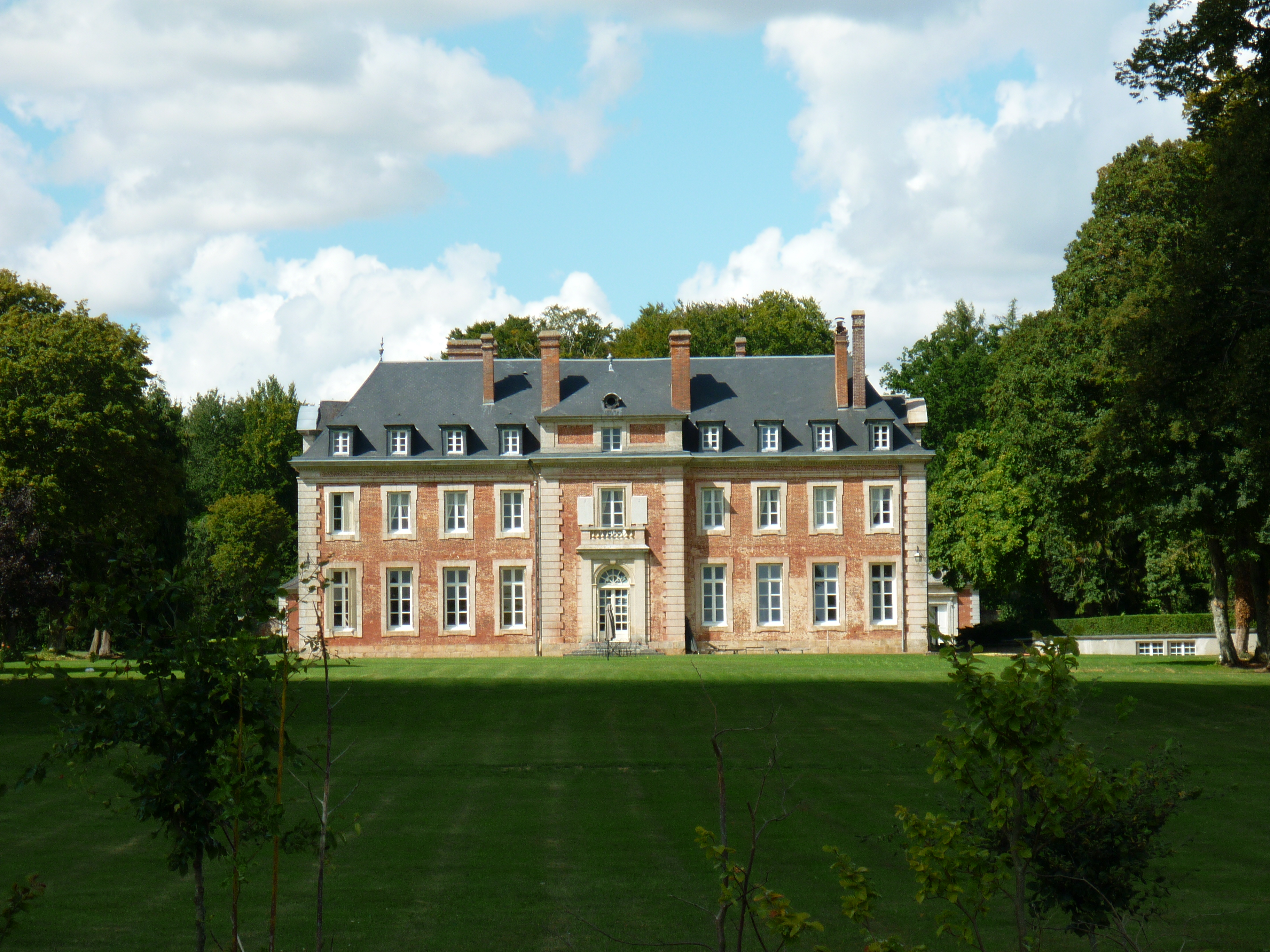
Le château de Granchain

Atteint de goutte et demeuré aveugle après une mauvaise opération de la cataracte, le capitaine de vaisseau de Granchain mourut le 30 prairial an XIII, « dans les sentiments de la foi chrétienne la plus vive, au milieu des larmes des siens, laissant sur la terre la réputation d'un homme de bien [...], sans autre ambition que celle de servir la France », en son château de Granchain. Il fut plus tard inhumé sous un mausolée encore visible au cimetière du lieu.

## Postérité
La carrière de Granchain est évoquée sur la plaque de marbre apposée sur le mur nord du château éponyme :

« A la mémoire de

Guillaume Jacques Constant

De Liberge de Granchain

Capitaine des vaisseaux du Roi

Membre de l'Institut

Chevalier des ordres

De St Louis et de Cincinatus

Né à Granchain le 9 février 1744

Combat de l'Emeraude

12 septembre 1757

Bataille d'Ouessant

27 juillet 1778

Bataille de la Chesapeak

16 mars 1787

Expédition de Terre-Neuve

Septembre 1784 »

Au total, Granchain servit la France durant trente-cinq ans, naviguant sur vingt-et-un vaisseaux différents, prenant part à seize campagnes en mer (dont sept en temps de guerre) et participant à six combats navals. Il laissa la réputation d'un homme d'une brillante intelligence, d'une grande droiture et toujours estimé de ceux qui l'entouraient, marins ou paysans. C'est un grand nom du panthéon français du siècle des Lumières.
Granchain avait épousé le 1er juillet 1782 au château de Sémerville sa cousine germaine Marie Françoise Amélie de Mauduit de Carentonne-Sémerville (Le Havre 15 septembre 1763 - Granchain 29 novembre 1812). Une fois veuve, celle que les villageois surnommaient « la bienfaitrice du pays d'Ouche », tomba malade, tant et si bien que l'on crut qu'elle avait rendu le dernier soupir en 1807. Trois jours après que le glas funèbre eût été sonné en l'église voisine, « la morte [...] fit un profond soupir et l'air vital pénétra dans sa poitrine. En sortant de sa léthargie comme d'un long rêve, voyant tout le monde en larmes autour de sa couche : "Ne pleurez plus, mes enfants, dit-elle, votre mère est vivante". » Lors de l'été 1812, infirme mais consciente, elle mit à profit les derniers mois de son existence en soulageant la famine des victimes de la crise générée par la sous-production agricole.
De la seconde alliance entre les Liberge de Granchain et les Mauduit de Carentonne-Sémerville naquirent huit enfants, dont seulement quatre filles survécurent à leur père : 1°) Marie Émilie (Granchain 1786 - Lisieux 1870), mariée le 27 mai 1805 à Granchain à Joseph-François de Bellemare (Lisieux 1773 - ibidem 1858), chevalier de Saint-Louis, maire de Lisieux, conseiller général, député du Calvados du 6 mars 1824 au 31 mai 1831, nommé pair de France le 11 septembre 1835 par le roi Louis-Philippe ; 2°) Victorine (Granchain 1787 - ibidem 1844), mariée les 24 et 25 juillet 1809 à Léonor Stanislas Deshais, baron de Forval (Notre-Dame-de-Courson 1777 - Granchain 1860), demeurant aux Moutiers-Hubert, maire de Granchain; 3°) Constant (Granchain 1789 - 1794) ; 4°) Clémence (Granchain 1790 - ibidem 1792) ; 5°) Marie Blanche (Rouen 1794 - Grand-Camp 1868), mariée le 14 octobre 1813 à Granchain à Charles IV Anne François Victor de Margeot de Saint-Ouen (Orbec 1781 - Contrexéville 1854), maire de Grand-Camp de 1813 à 1854, et conseiller général de l’Eure en 1827 ; 6°) Amédée (Granchain 1796  - ibidem 1796) ; 7°) Claire Marguerite (Granchain 1799 - Grand-Camp 1819), mariée le 27 juin 1818 à Grand-Camp à Maurice, Paul Ier, Joseph, Victor de Margeot (Orbec 1782 - ap. 1864), chevalier de Saint Louis et de la Légion d’honneur, lieutenant de vaisseau du Roi en activité à Brest en 1818, capitaine de frégate, survivant de la célèbre débâcle de Trafalgar ; 8°) Eugène Désiré (Granchain 1801 - ibidem 1801).
Toutes les archives du capitaine de vaisseau de Granchain ont été remises par ses descendants au Musée de la marine. Un fonds Liberge de Granchain est aussi conservé aux archives nationales sous la côte 764 AP.